# 111 Тельца
111 Тельца (111 Tauri, сокращ. 111 Tau) — звезда в зодиакальном созвездии Тельца. Звезда имеет видимую звёздную величину +5,1149m и, согласно шкале Бортля, звезда видна невооружённым глазом на засвеченном пригородном небе (англ. Bright suburban sky). У звезды есть спутник, который тоже входит в систему: 111 Тельца B (111 Tauri B, сокращ. 111 Tau B, также известен как Глизе 201) и имеет видимую звёздную величину +7,919m и, согласно шкале Бортля, он виден невооружённым глазом только на идеально-тёмном небе (англ. Excellent dark-sky site).
Из измерений параллакса, полученных во время миссии Gaia известно, что первая звезда удалена примерно на 47,57 св. лет (14,58 пк), а вторая на 47,50 св. лет (14,56 пк) от Земли, соответственно. Обе звезды наблюдаются севернее 73° ю. ш., то есть видны практически на всей территории обитаемой Земли, за исключением приполярных областей Антарктиды. Лучшее время наблюдения — декабрь.
Звезда 111 Тельца движется довольно быстро относительно Солнца: её радиальная гелиоцентрическая скорость равна 37 км/с, что почти в 4 раза больше скорости местных звёзд Галактического диска, а также это значит, что звезда удаляется от Солнца. Звезда 111 Тельца приближалась к Солнцу на расстояние 19,4 св. лет 309 000 лет назад, когда она увеличивала свою яркость на 1,94m до величины 3,17m (то есть светила тогда, как Ню Кормы или Тета Большой Медведицы светит сейчас). Звезда 111 Тельца B приближалась к Солнцу на расстояние 18,6 св. лет 302 000 лет назад, когда она увеличивала свою яркость на 0,86m до величины 5,97m (то есть светила тогда, как 79 Пегаса светит сейчас). По небосводу обе звезды движутся на юго-восток, проходя по небесной сфере 0,25118 и 0,25107 угловых секунд в год, соответственно.
Средние пространственные скорости 111 Тельца и 111 Тельца B имеет очень похожие компоненты (U, V, W)A=(-38.1, −14.6, 7.1) и (U, V, W)B=(-38.5, −14.3, 6.8), что означает UA=−38,1 км/с и UB=−38,5 км/с (движутся от галактического центра), VA=−14,6 км/с и VB=−14,3 км/с (движутся против направления галактического вращения) и WA=7,1 км/с и WB=6,8 км/с (движутся в направлении северного галактического полюса).

## Имя звезды
111 Тельца (латинизированный вариант лат. 111 Tauri) являются обозначением Флемстида.
Обозначения компонентов как 111 Тельца AB и AC вытекают из конвенции, используемой Вашингтонским каталогом визуально-двойных звёзд (WDS) для звёздных систем, и принятого Международным астрономическим союзом (МАС).

## Свойства кратной системы
111 Тельца A и B являются очень широкой парой двойных звёзд, в который компоненты отдалены друг от друга на угловое расстояние в 705,2 ", что соответствует, в предположении гравитационной связи между ними, большой полуоси орбиты между компаньонами, по крайней мере, 8705,6 а.е. и периоду обращения равному 767 214 лет. Если мы будем смотреть со стороны 111 Тельца на 111 Тельца B, то мы увидим оранжевую звёздочку, которая светит с яркостью −4,74m, то есть с яркостью 1,74 Венеры (в среднем). Причём угловой размер звезды будет — 147,6 mas. И наоборот, если мы будем смотреть со стороны 111 Тельца B на, 111 Тельца то мы увидим жёлто-белую звезду, которая светит с яркостью −7.55m, то есть с яркостью с какой светила сверхновая звезда SN 1006, вспыхнувшая в 1006 году в созвездии Волк. Причём угловой размер звезды будет — 368 mas.
Звезда 111 Тельца слегка переменная: во время наблюдений яркость звезды меняется на 0,04m, колеблясь между значениями 4,98m и 5,02m, без какой-либо периодичности (скорее всего у звезды или звёзд несколько периодов), тип переменной определён как переменная типа BY Дракона.
Есть свидетельства, что в системе 111 Тельца B присутствует третий компонент (скорее всего маломассивный и слабосветящийся красный карлик), о котором ничего не известно.
Оценки возраста системы колеблются от 3,06 млрд. лет до 3,76 млрд. лет. Однако последнее определение возраста показало, что звезды очень молодые: текущий возраст системы 111 Тельца определён, как 20—50 млн. лет. Также известно, что звёзды с массой 1,12 {\displaystyle M_{\bigodot }} живут на главной последовательности порядка 7,28 млрд. лет, а звёзды с массой 0,73 {\displaystyle M_{\bigodot }} живут на главной последовательности ещё дольше — порядка 24,1 млрд. лет и таким обозом звёзды в системе 111 Тельца ещё очень нескоро станут красными гигантами, а затем, сбросив внешние оболочки, станут белыми карликами.
Обе звезды являются членами рассеянного звёздного скопления Гиады.

### Свойства 111 Тельца
111 Тельца — судя по её спектральному классу F8V звезда является карликом спектрального класса F, что указывает на то, что водород в ядре звезды ещё является ядерным «топливом», то есть звезда, находится на главной последовательности. Масса звезды равна: 1,12 {\displaystyle M_{\bigodot }}. Звезда излучает энергию со своей внешней атмосферы при эффективной температуре около 6015 К, что придаёт ей характерный жёлто-белый цвет.
В связи с небольшим расстоянием до звезды её радиус может быть измерен непосредственно, и такая попытка была сделана в 1972 году. Данные об этом и других измерениях приведены в таблице:
| Имя звезды | Год  | m    | Спектр | D (mas) | Rабс ({\displaystyle R_{\bigodot }}) | Комм.  |
| 111 Тельца | 1972 | 4.98 | F8V    | 0,75    | 1,3                                  | [ 28 ] |
| Глизе 202  | 1983 | 5.01 | F8V    | —       | 1.1                                  | [ 29 ] |

Сейчас, после миссии Gaia мы знаем, что радиус звезды должен быть 1,19 {\displaystyle R_{\bigodot }}, то есть измерение 1983 года было недостаточно точным. Светимость звезды, равная 1,845 {\displaystyle L_{\bigodot }}, типична для звезды спектрального класса F8. Для того, чтобы планета, аналогичная нашей Земле, получала бы примерно столько же энергии, сколько она получает от Солнца, её надо было бы поместить на расстоянии 1,09 а. е.. Причём с такого расстояния 111 Тельца выглядела бы на 16 % больше нашего Солнца, каким мы его видим с Земли — 0,58° (угловой диаметр нашего Солнца — 0,5°).
Звезда имеет поверхностную гравитацию, характерную для карлика 4,24 СГС или 173,8 м/с2, то есть на 37 % меньше, чем на Солнце (274,0 м/с2). Звёзды, имеющие планеты, имеют тенденцию иметь большую металличность по сравнению Солнцем, одгако 111 Тельца имеет значение металличности от −0,14 до 0,05 , то есть от почти 72 % до 112 % от солнечного значения. Звезда показывает необычно высокое содержание лития, которое остаётся необъяснимым. Также звезда — известный источник рентгеновского излучения.
Эта звезда была исследована на предмет наличия избытка инфракрасного излучения, который мог бы указывать на наличие у неё остаточного диска, но значительного избытка не наблюдалось.
Скорость вращения 111 Тельца превосходит солнечную почти в 8 раз и равна 16,0 км/с, что даёт период вращения звезды — 3,5 дн.. Звезда также подвергается дифференциальному вращению, при котором скорость вращения зависит от широты.

### Свойства 111 Тельца B
111 Тельца B — судя по её спектральному классу K5V звезда является карликом спектрального класса K, что указывает на то, что водород в ядре звезды является ядерным «топливом», то есть звезда, находится на главной последовательности. Масса звезды равна: 0,73 {\displaystyle M_{\bigodot }}. Звезда излучает энергию со своей внешней атмосферы при эффективной температуре около 4628 К, что придаёт ей характерный оранжевый цвет.
В связи с небольшим расстоянием до звезды её радиус может быть измерен непосредственно, и такая попытка была сделана в 1983 году. Данные об этом измерения приведены в таблице:
| Имя звезды | Год  | m    | Спектр | D (mas) | Rабс ({\displaystyle R_{\bigodot }}) | Комм.  |
| Глизе 201  | 1983 | 7.97 | K5V    | —       | 0.78                                 | [ 31 ] |

Сейчас, после миссии Gaia мы знаем, что радиус звезды должен быть 0,67 {\displaystyle R_{\bigodot }}, то есть измерение 1983 года было недостаточно точным. Светимость звезды, равная 0,187 {\displaystyle L_{\bigodot }}, несколько великовата для звезды спектрального класса K5 и может объяснятся её молодостью. Для того, чтобы планета, аналогичная нашей Земле, получала бы примерно столько же энергии, сколько она получает от Солнца, её надо было бы поместить на расстоянии 0,43 а. е., то есть, примерно на орбиту Меркурия, чья большая полуось орбиты равна 0,39 а. е. Причём с такого расстояния 111 Тельца B выглядела бы на 66 % больше нашего Солнца, каким мы его видим с Земли — 0,83° (угловой диаметр нашего Солнца — 0,5°).

## История изучения кратности звезды
В 1825 году британский астроном Дж. Саут, основываясь на записях от 1782 года, открыл двойственность 111 Тельца, то есть открыл компонент AB и звёзды вошли в каталоги как S 478. В 1897 году сотрудники Военно-морской обсерватории США открыли тройственность 111 Тельца (то есть открыли компонент AC) и звёзды вошли в каталоги как WNO 52. Согласно Вашингтонскому каталогу визуально-двойных звёзд, параметры этих компонентов приведены в таблице:
| Компонент | Год  | Количество измерений | Позиционный угол | Угловое расстояние | Видимая звёздная величина компонента I | Видимая звёздная величина компонента II |
| AB        | 1782 | 40                   | 274°             | 46.7″              | 5.06m                                  | 8.79m                                   |
| AB        | 1825 | 40                   | 271°             | 61.8″              | 5.06m                                  | 8.79m                                   |
| AB        | 1922 | 40                   | —                | 85.4″              | 5.06m                                  | 8.79m                                   |
| AB        | 2011 | 40                   | 271°             | 106.70″            | 5.06m                                  | 8.79m                                   |
| AC        | 1897 | 18                   | 252°             | 707.5″             | 5.06m                                  | 7.88m                                   |
| AC        | 2015 | 18                   | 252°             | 707.2″             | 5.06m                                  | 7.88m                                   |

Обобщая все сведения о звезде, можно сказать, что у звезды 111 Тельца, есть один спутник:
- компонент B, звезда 9-й величины, находящаяся на угловом расстоянии 106,7 секунд дуги. У звезды известен каталожный номер HD 243294[34], а также параллакс, и судя по нему звезда находится на расстоянии ~1000 св. лет и соответственно в систему 111 Тельца она не входит;
- компонент C, звезда 8-й величины, находящаяся на угловом расстоянии 707,2 секунд дуги, что соответствует физическому расстоянию равному 0,127 ± 0,119 св. лет или 8044,94 ± 7509,51 а.е.[f], относительная скорость составляет 4,887 ± 1,592 км/с[g]. Вторая космическая скорость на расстоянии 0,127 ± 0,119 св. лет для звёздной системы с общей массой 1,85 {\displaystyle M_{\bigodot }}+ (1,12 {\displaystyle M_{\bigodot }}+0,73 {\displaystyle M_{\bigodot }}+? {\displaystyle M_{\bigodot }}) должна составлять 0,639 ± 0,596 км/с[h]. Таким образом, согласно существующим данным две звезды претерпевают тесное сближение, но гравитационно не связаны друг с другом. Однако, звёзды, с очень малой долей вероятности, могут быть гравитационно связаны; это может произойти в результате обнаружения дополнительной близкой компоненты у обеих звёзд с большой массой и в случае новых уточнений параметров, которые будут указывать на более близкое расположение двух звёзд или на их меньшую относительную скорость. Звёзды, вероятно, родились совместно в одном молекулярном облаке, но теперь, удаляются, друг от друга по спирали.

## Ближайшее окружение звезды
Следующие звёздные системы находятся на расстоянии в пределах 20 световых лет от звезды 111 Тельца (включены только: самая близкая звезда, самые яркие (<6,5m) и примечательные звёзды). Их спектральные классы приведены на фоне цвета этих классов (эти цвета взяты из названий спектральных типов и не соответствуют наблюдаемым цветам звёзд):
| Звезда           | Спектральный класс | Расстояние, св. лет |
| Глизе 201        | K4 V               | 0.04                |
| 104 Тельца       | G4 V               | 5.37                |
| HD 29697         | K3 V               | 9.42                |
| Глизе 208        | M0.0 Ve            | 11.81               |
| 39 Тельца        | G5 V               | 18.29               |
| Глизе 176        | M2,5V              | 18.68               |
| Лямбда Возничего | G1V                | 18.71               |

Рядом со звездой, на расстоянии 20 световых лет, есть ещё порядка 25 красных, оранжевых карликов и жёлтых карликов спектрального класса G, K и M, а также 2 белых карлика которые в список не попали.